# Huehuetenango
Huehuetenango ist eine ca. 140.000 Einwohner zählende Stadt im Nordwesten Guatemalas und Hauptstadt des gleichnamigen Departamentos. 

## Lage
Huehuetenango liegt in der Sierra de los Cuchumatanes ca. 220 km (Fahrtstrecke) nordwestlich von Guatemala-Stadt nahe der Grenze zu Mexiko auf einer von Bergen umgebenen Hochebene auf etwa 1900 m. Zwischen den Bergen entspringt bei Huehuetenango der Río Selegua, der in nordwestlicher Richtung nach Chiapas fließt.

## Bevölkerung
In der Stadt überwiegen Ladinos, auf dem Land leben vornehmlich Mam-Maya. Die Departamentshauptstadt hatte im Jahr 2002 etwa 58.000 Einwohner. Huehuetenango ist Verwaltungssitz der gleichnamigen Großgemeinde (municipio) mit einer Fläche von 204 km². Das Municipio besteht aus aldeas (Landgemeinden) und caseríos, parajes oder fincas (Weiler und Höfe).

## Geschichte
Huehuetenango wurde im Jahr 1525 von den spanischen Konquistadoren nach der Eroberung von Zaculeu, der Hauptstadt der Mam, in unmittelbarer Nähe gegründet. Der Name der Stadt geht wohl auf Gonzalo de Alvarados mexikanische Söldner zurück, die die Maya-Bezeichnung Xinabajul („Zwischen den Schluchten“) zu Ahuehuetlenango („Ort der Alten“) verballhornten. Die Ruinen von Zaculeu sind heute eine touristische Sehenswürdigkeit. Viele Nachfahren der Mam-Maya leben heute noch in und um Huehuetenango. Von dem zwischen 1960 und 1996 tobenden Bürgerkrieg waren sie stark betroffen, insbesondere während der kurzen, grausamen Amtszeit des aus Huehuetenango stammenden Präsidenten Efraín Ríos Montt.
Die Fiestas Julias zu Ehren der Schutzpatronin Virgen del Carmen werden jährlich am 16. Juli gefeiert.

## Wirtschaft und Verkehr
Huehuetenango ist das wichtigste Handels- und Dienstleistungszentrum des Departamentos. Der Markt in der Altstadt hat überregionale Bedeutung, insbesondere für landwirtschaftliche Produkte. Vor allem Kaffee wird in der Stadt verarbeitet und vermarktet. Huehuetenango ist bekannt für die Herstellung von Musikinstrumenten, insbesondere für erstklassige Gitarren. Vom Tourismus profitiert Huehuetenango, weil es in der Regel Ausgangspunkt für Touren in den Cuchumatanes ist und die Mam-Festung Zaculeu nur 5 km westlich der Stadt liegt. Die Sehenswürdigkeiten der Stadt beschränken sich auf den Parque Central mit der Kathedrale, dem Rathaus (Palacio Municipal) und dem Gebäude der Departamentsverwaltung (Gobernación Departamental) mit seinem Uhrturm.
Etwa 5 km südwestlich führt die Panamericana (CA 1 Interamericana) an Huehuetenango vorbei, womit die Stadt gut mit Mexiko, Guatemala-Stadt und dem restlichen Hochland verbunden ist. Vom wenige Kilometer nordöstlich gelegenen Chiantla aus erreicht man über die Nationalstraße 9 die Cuchumatanes-Berge und den dünn besiedelten, schlecht erschlossenen Norden des Departamentos, über die nach Osten führende Nationalstraße 7 die Departamentos Quiché und Alta Verapaz. Huehuetenango hat einen Flugplatz für die allgemeine Luftfahrt.
In der Stadt befindet sich das Hauptquartier der 5ª Brigada de Infantería “Mariscal Gregorio Solares” der guatemaltekischen Armee.

## Städtepartnerschaften
- seit 1993: Ravensburg (Deutschland); inoffizielle Partnerschaft (Projekte insbesondere zur Alphabetisierung)

## Söhne und Töchter der Stadt
- Paco Pérez (1917–1951), Sänger und Komponist
- Moisés Behar (1922–2015), Kinderarzt und Orchideenexperte
- Efraín Ríos Montt (1926–2018), Diktator Guatemalas
- Mario Enrique Ríos Montt (* 1932), römisch-katholischer Ordensgeistlicher, emeritierter Weihbischof in Guatemala-Stadt